# За власним бажанням
«За власним бажанням» (рос. «По собственному желанию») — радянський художній фільм, знятий у 1973 році на кіностудії «Мосфільм».

## Сюжет
У школі вони твердо вирішили присвятити себе мистецтву: Поліна мріяла про балетну сцену, Костя уявляв себе поетом, мріяв про літературний інститут. Пройшли роки і вони зустрілися знову: вона — артистка естради, він — коваль. Костя цінує свою професію і як і раніше любить Поліну. Його чуйність і віра в її талант переконують дівчину в правильності обраного шляху.

## У ролях
- Борис Чирков —  дядько Михайло
- Євген Кіндінов —  Костя Поташов
- Ірина Печерникова —  Поліна Рязанова  (озвучує  Антоніна Кончакова)
- Микола Мерзликін —  директор
- Людмила Зайцева —  дружина доцента
- Олександр Вдовін —  Вася Жуков
- Олександр Кавалеров —  Петро Горбунов
- Анатолій Ведьонкин —  Степан Гусєв
- Сергій Філіппов —  швейцар в готелі
- Зоя Ісаєва —  епізод
- Мікаела Дроздовська —  епізод
- Геннадій Бокарьов —  епізод
- Юрій Медведєв —  капітан міліції
- Елла Некрасова —  епізод
- Микола Сектименко —  Борис Сорокін
- Зоя Федорова —  тітка Надя, вахтер
- Віталій Марков —  вокал

## Знімальна група
- Режисер — Едуард Гаврилов
- Сценарист — Геннадій Бокарьов
- Оператор — Олександр Харитонов
- Композитор — Ян Френкель
- Художник — Олександр Кузнецов